# Skënder Hyseni
 (juin 2015).

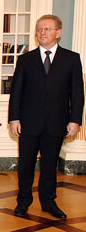
Skënder Hyseni, 2007

Skënder Hyseni (né le 17 février 1955), est un homme politique kosovar. Il a été nommé ministre des Affaires étrangères le 15 juin 2008 afin de représenter les intérêts de la République du Kosovo.
Il est ministre de l'Intérieur dans le gouvernement d'Isa Mustafa entre 2014 et 2017.